# Moëlan-sur-Mer
Moëlan-sur-Mer település Franciaországban, Finistère megyében. Lakosainak száma 6763 fő (2022. január 1.). Moëlan-sur-Mer Baye, Clohars-Carnoët, Quimperlé és Riec-sur-Bélon községekkel határos.

## Népesség
A település népességének változása:
| Lakosok száma | 6276 | 6501 | 6596 | 6841 | 7033 | 6874 | 6781 | 6742 | 6748 | 6763 |
|               | 1968 | 1982 | 1990 | 2006 | 2013 | 2015 | 2017 | 2019 | 2020 | 2022 |